# همیشه دوستم باش (فیلم ۲۰۱۹)
همیشه دوستم باش (انگلیسی: Always Be My Maybe) یک فیلم سینمایی کمدی رمانتیک آمریکایی محصول سال ۲۰۱۹ به کارگردانی نهناتچکا خان است. از بازیگران این فیلم می‌توان به رندل پارک و الی وانگ اشاره کرد.
این فیلم در ۳۱ مه ۲۰۱۹ توسط نت‌فلیکس منتشر شد.

## داستان
ساشا و مارکوس که در دوران کودکی دوستان صمیمی یک دیگر بوده‌اند، دست زمانه آنها را به مدت پانزده سال از یکدیگر جدا می‌کند. تا اینکه یک روز ساشا و مارکوس را در سان فرانسیسکو هم دیگر را ملاقات می‌کند و علیرغم گذشت تمامی این سال‌ها هنوز هم برق امید و حال و هوای دوران کودکی در چشمان هر دوی آنها می‌درخشد و...